# Periyasamy Chandrasekaran
Periyasamy Chandrasekaran, född 16 april 1957 i Talawakelle, Sri Lanka, död 1 januari 2010 i Colombo, var en lankesisk politiker. Han satt i Sri Lankas parlament.
Chandrasekaran utbildade sig vid Highlands College i Hatton, och tog sig in i politiken 1982 då han valdes in i Lindulas stadsråd. Han arresterades 1993 enligt terroristlagar och grundade 1994 Up-Country People's Front (UPF) för att bli vald till parlamentet. Han utsågs till infrastruktursutvecklingsminister 2001 och återvaldes till parlamentet 2004.
Chandrasekaran dog av en hjärtattack i Colombo den 1 januari 2010. Han fick en statsbegravning i Talawakelle den 4 januari.